# Северная ТЭЦ (Санкт-Петербург)
Северная ТЭЦ (ТЭЦ-21) — предприятие энергетики Ленинградской области, входящее в ПАО «ТГК-1», филиал «Невский». Вторая по мощности теплоэлектростанция Ленинградской области после Киришской ГРЭС.
Установленная электрическая мощность — 500,0 МВт. Установленная тепловая мощность — 1208,0 Гкал/ч.
Выработка электроэнергии — 2 102,93 млн кВт·ч, выработка тепловой энергии — 3 202,52 тыс. Гкал.
Основное топливо — газ, резервное — мазут.

## История
Строительство ТЭЦ началось в 1970 году. 27 августа 1975 года был пущен первый энергоблок.
В конце 1980 гг. коэффициент использования установленной мощности (КИУМ) Северной ТЭЦ был максимальным и составлял 60%.
В 1984 г. Ленинградским отделением института «Атомтеплоэлектропроект» был разработан проект строительства II очереди Северной ТЭЦ, в котором предусматривались  2 энергоблока по 180 МВт и 520 Гкал/ч.
Это строительство соответствовало Генеральному плану развития Ленинграда, по которому осуществлялась массовая жилищная застройка северных и северо-восточных районов города. Вторая очередь Северной ТЭЦ (как и Северо-Западная ТЭЦ) рассматривалась как часть замещающих мощностей Ленинградской АЭС. Проект полностью отвечал планам советской экономики и Министерство энергетики и электрификации СССР его утвердило.  
В течение 1980-х – 1990-х годов разрабатывались различные проекты по увеличению мощностей станции, которая использовалась на 60% своих возможностей. Сначала непростая экономическая ситуация в стране в начале XXI века, а после и изменения в стратегии городской застройки внесли коррективы в планы развития станции.

## Современное состояние
На Северной ТЭЦ установлены пять энергетических блоков по 100 МВт.  
Северная ТЭЦ обеспечивает тепловой энергией промышленные предприятия, жилые и общественные здания северной части Выборгского и северной части Калининского районов Санкт-Петербурга, города Мурино, Бугры, а также посёлки Новое Девяткино и Медвежий Стан Всеволожского района Ленинградской области. Число потребителей более 800 тыс. человек.
Дымовые трубы имеют высоту по 180 метров каждая, являясь вторыми по высоте дымовыми трубами Ленинградской области, хотя почти вдвое уступают трубам Киришской ГРЭС по высоте.
19 ноября 2022 года в результате взрыва и пожара на магистральном газопроводе «Белоусово — Ленинград» Северную ТЭЦ временно переводили на мазут.